# Cigales (Castille-et-León)
Pour les articles homonymes, voir Cigale (homonymie).
Cigales est une commune de la province de Valladolid dans la communauté autonome de Castille-et-León en Espagne.

## Géographie

### Climat
L'altitude moyenne du vignoble est de 750 pieds (229 m), les sols sont sablonneux et calcaire avec peu de matière organique. Le climat est continental avec une température moyenne annuelle de 12 degrés, la moyenne annuelle des précipitations est de 400 mm.
Les températures tombent souvent en dessous de 0 °C pendant l'hiver et il y a souvent des gelées au printemps, ce qui représente un risque significatif pour la récolte des raisins, et peut atteindre 40 °C en été.

## Histoire
Les premiers habitants connus de cette région étaient les Vaccéens, qui ont été imprégnés par la culture romaine au IIe siècle av. J.-C. Les Romains introduisent la vigne et des techniques agricoles. Au Moyen Âge la forte présence de monastères influence l’expansion de la viticulture.

## Économie
Cigales est une appellation d'origine depuis 1991 pour les vins situé au nord de Valladolid sur les deux rives de la rivière Pisuerga. Le cigales est connu pour son vin rose mais depuis peu aussi pour son vin rouge. Les marques connues sont Pellet et Villullas.

## Sites et patrimoine
- Église Saint-Jacques (es) (Santiago Apóstol).

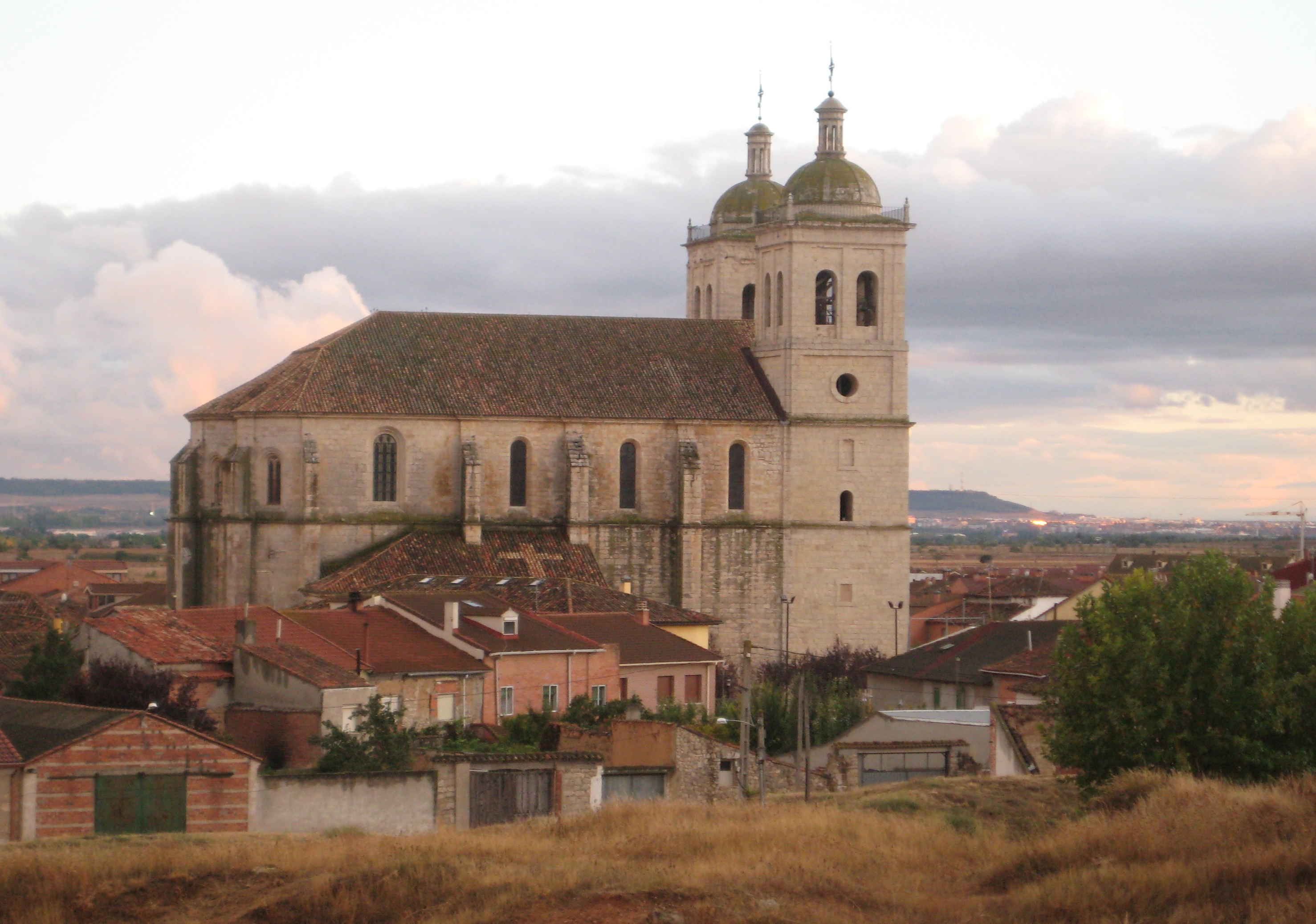
Église Saint-Jacques. Vue générale.
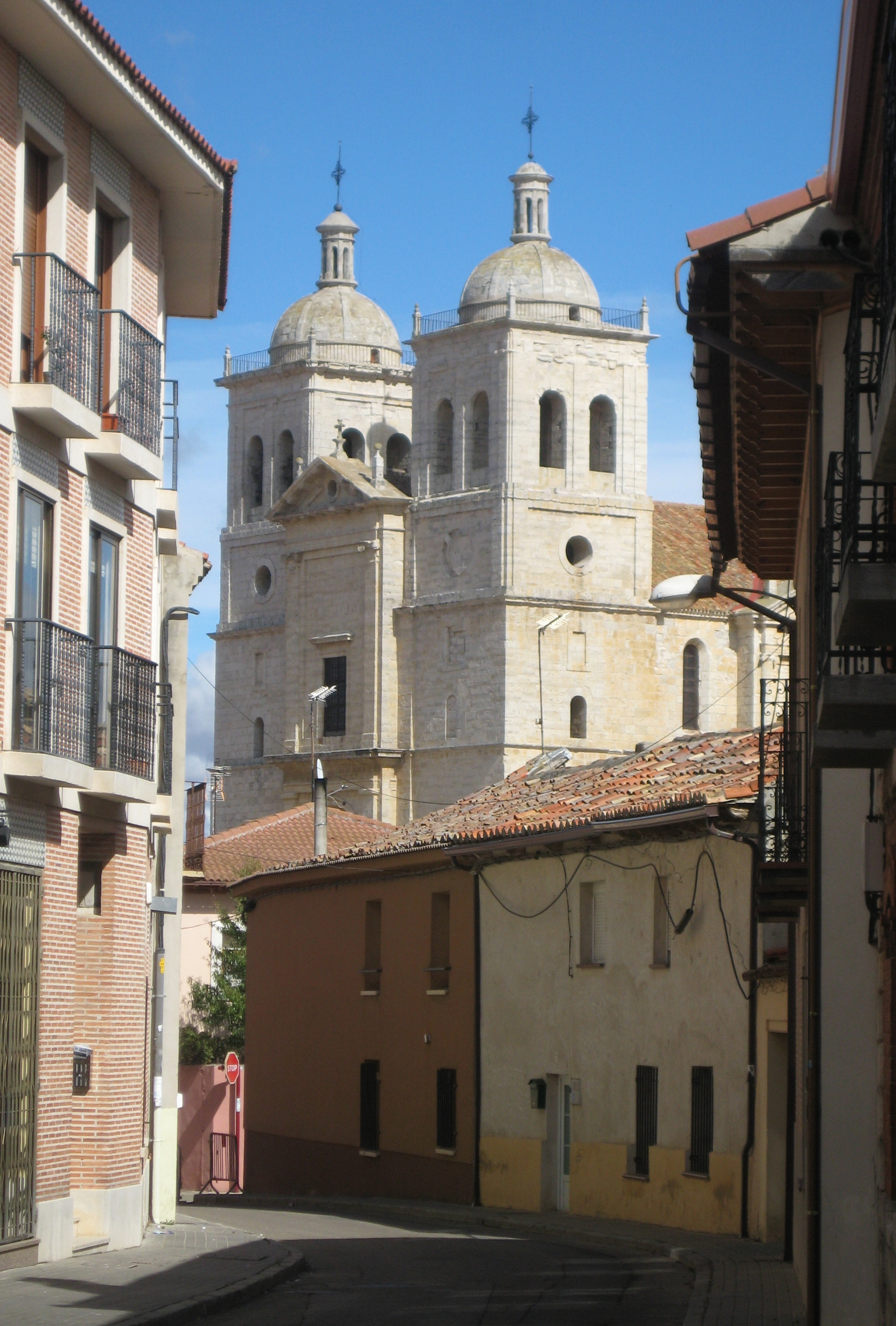
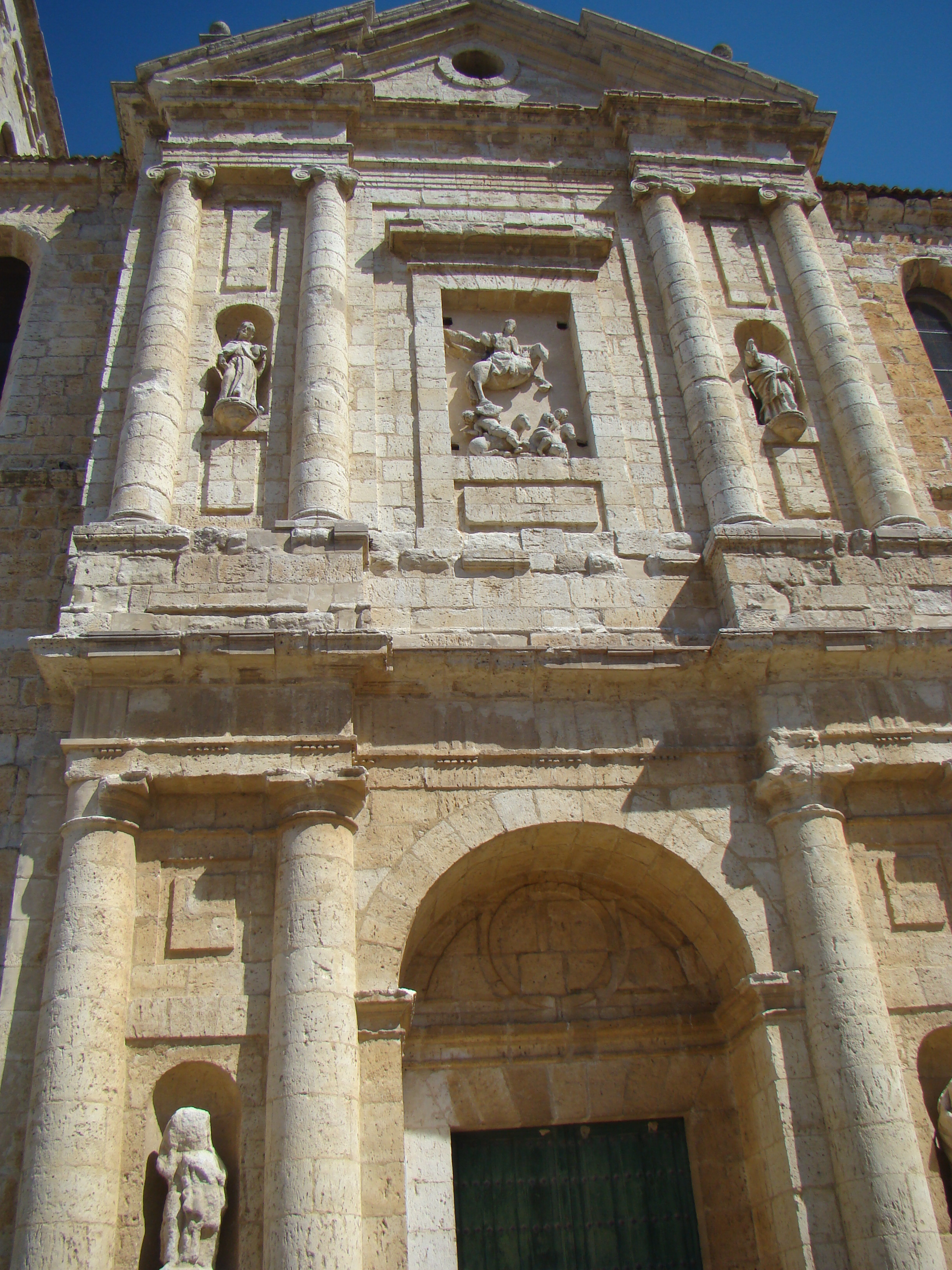
Façade.

- Église protestante (es), aujourd'hui une maison privée.
- Chapelle Notre-Dame de Viloria (es) (de la Virgen de Viloria).

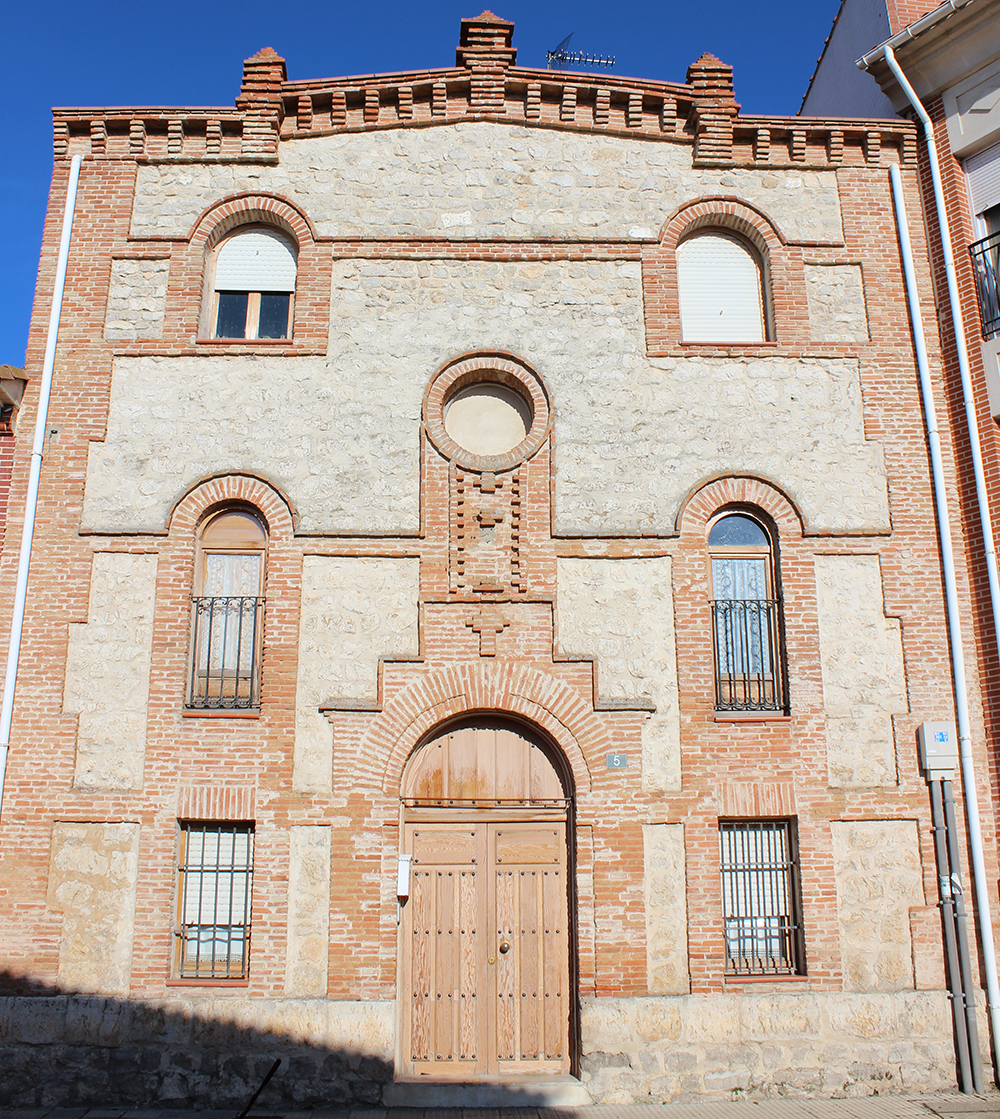
Ancienne église protestante.
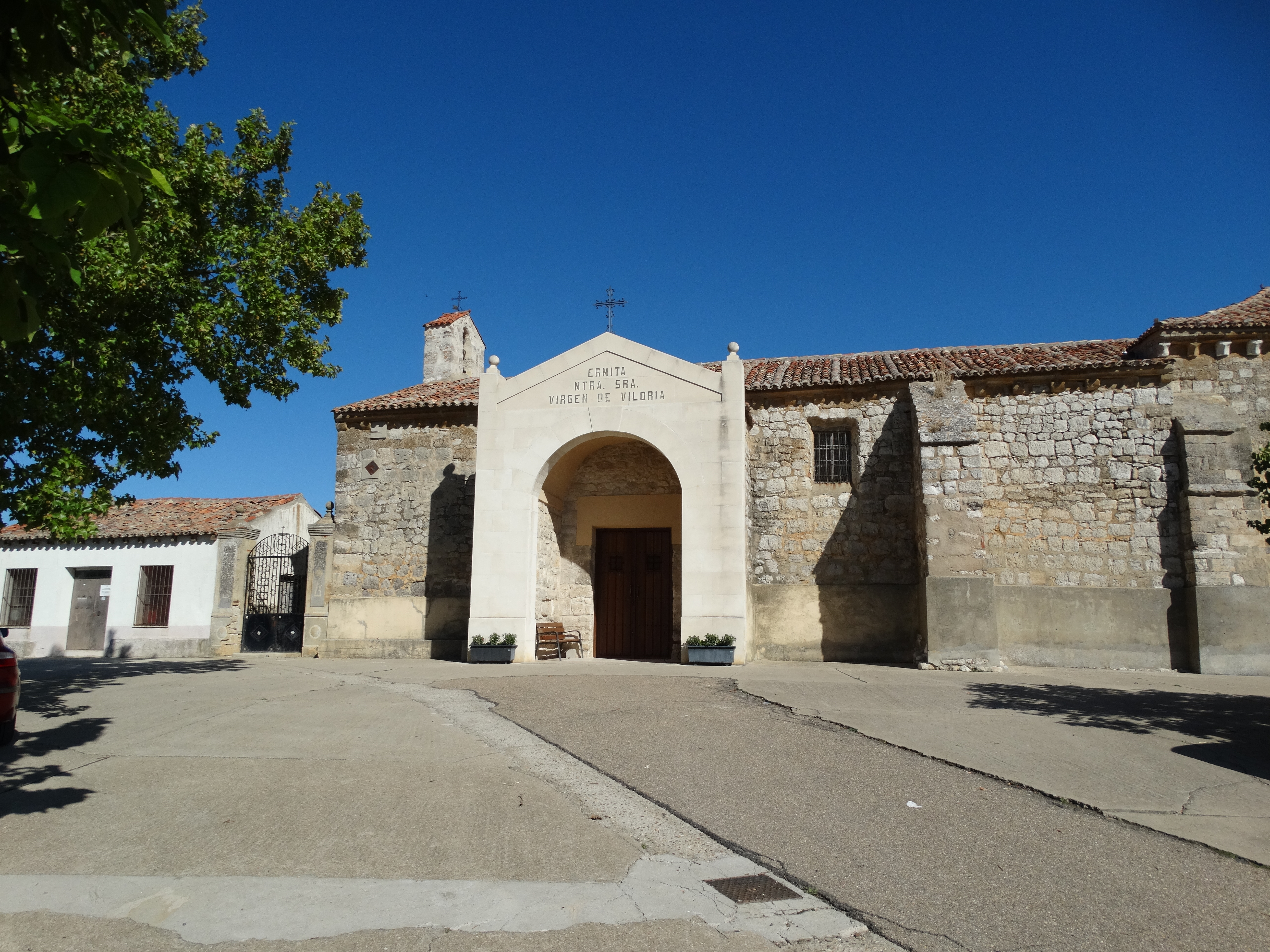
Sanctuaire Notre-Dame de Viloria.

- Maison natale d'Antonio Alcalde (es).
- Buste en l'honneur d'Antonio Alcalde, donné par le Mexique, à côté de l’église.

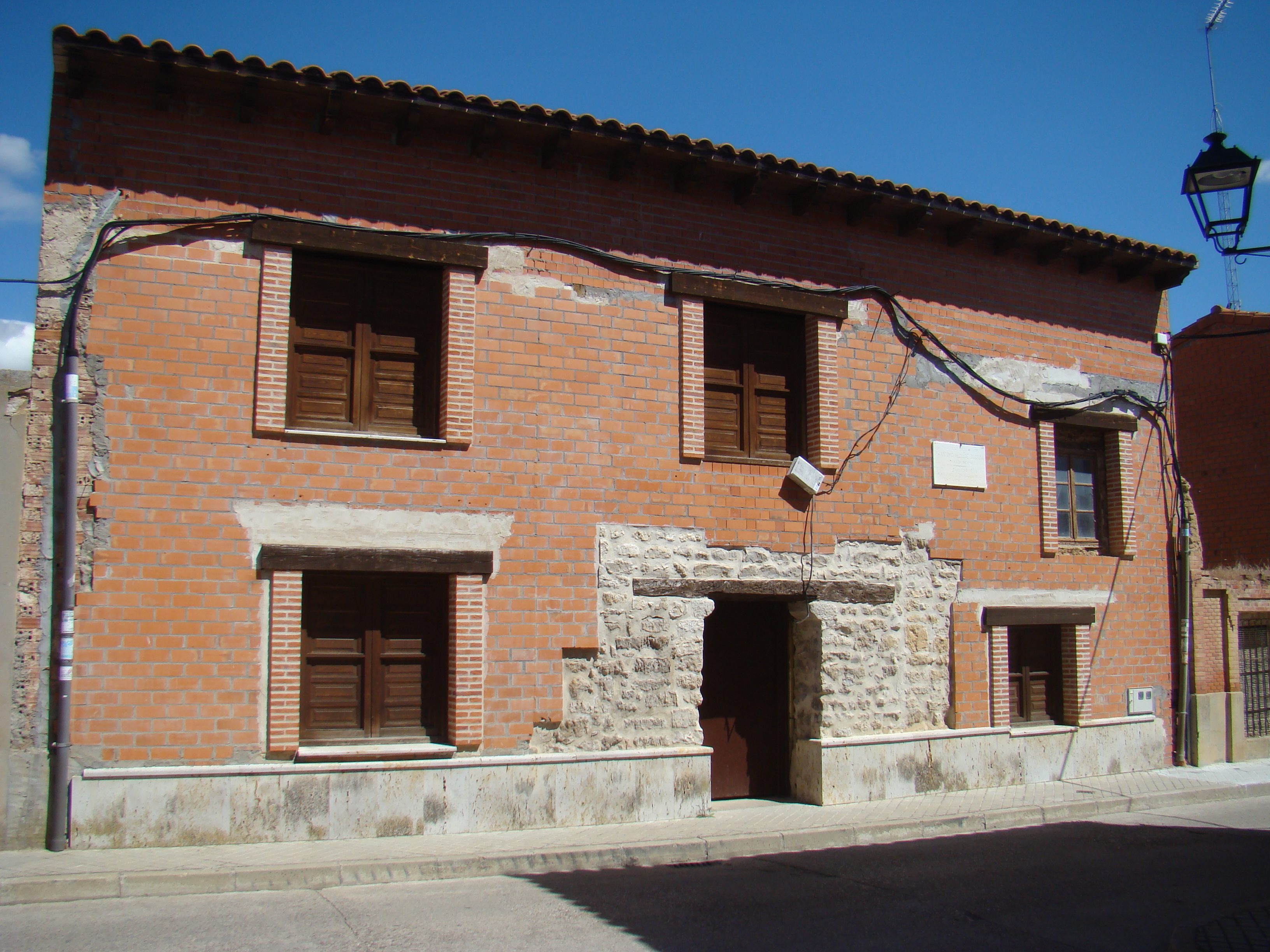
Maison natale d'Antonio Alcalde.
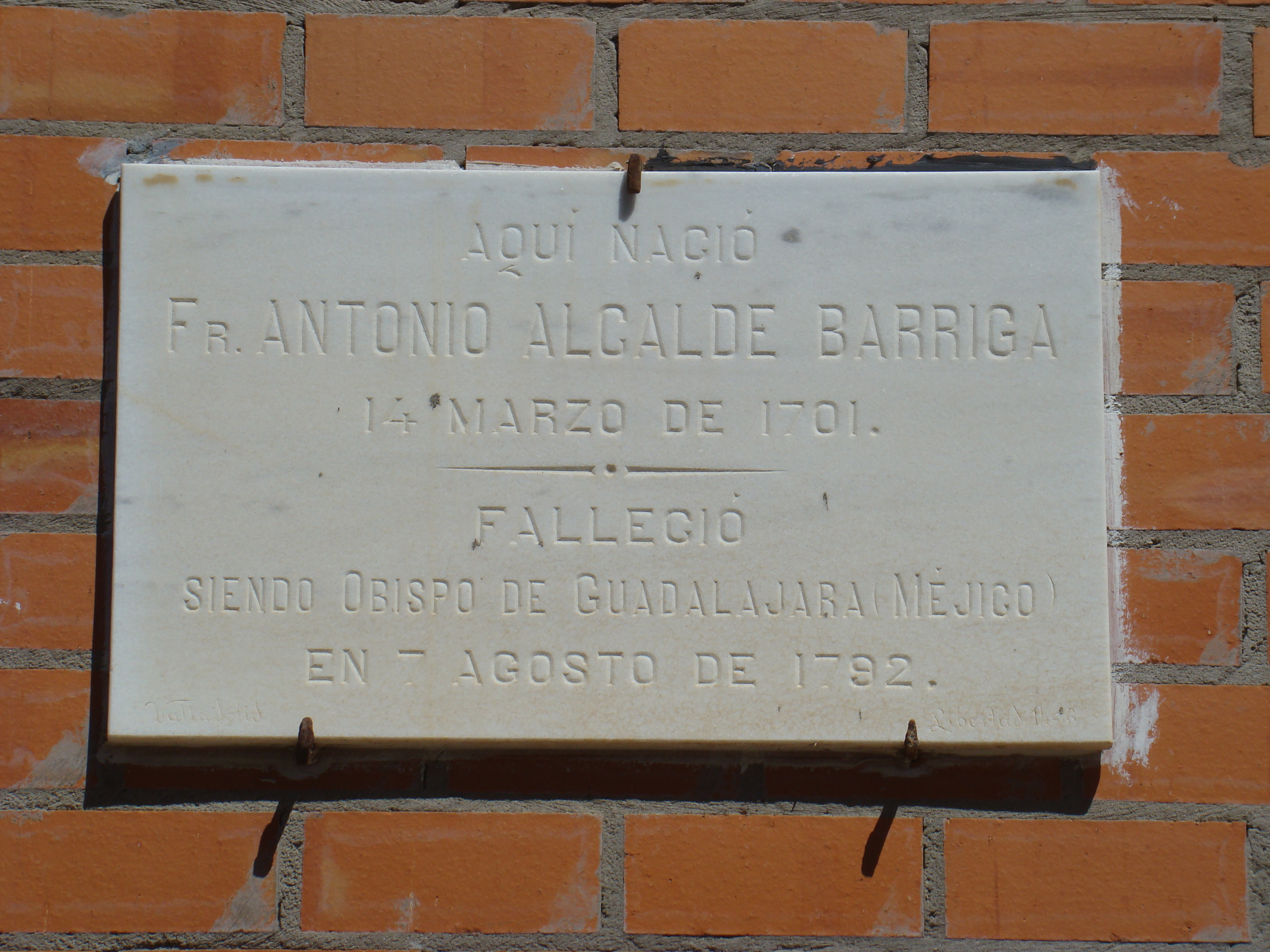
Plaque commémorative.
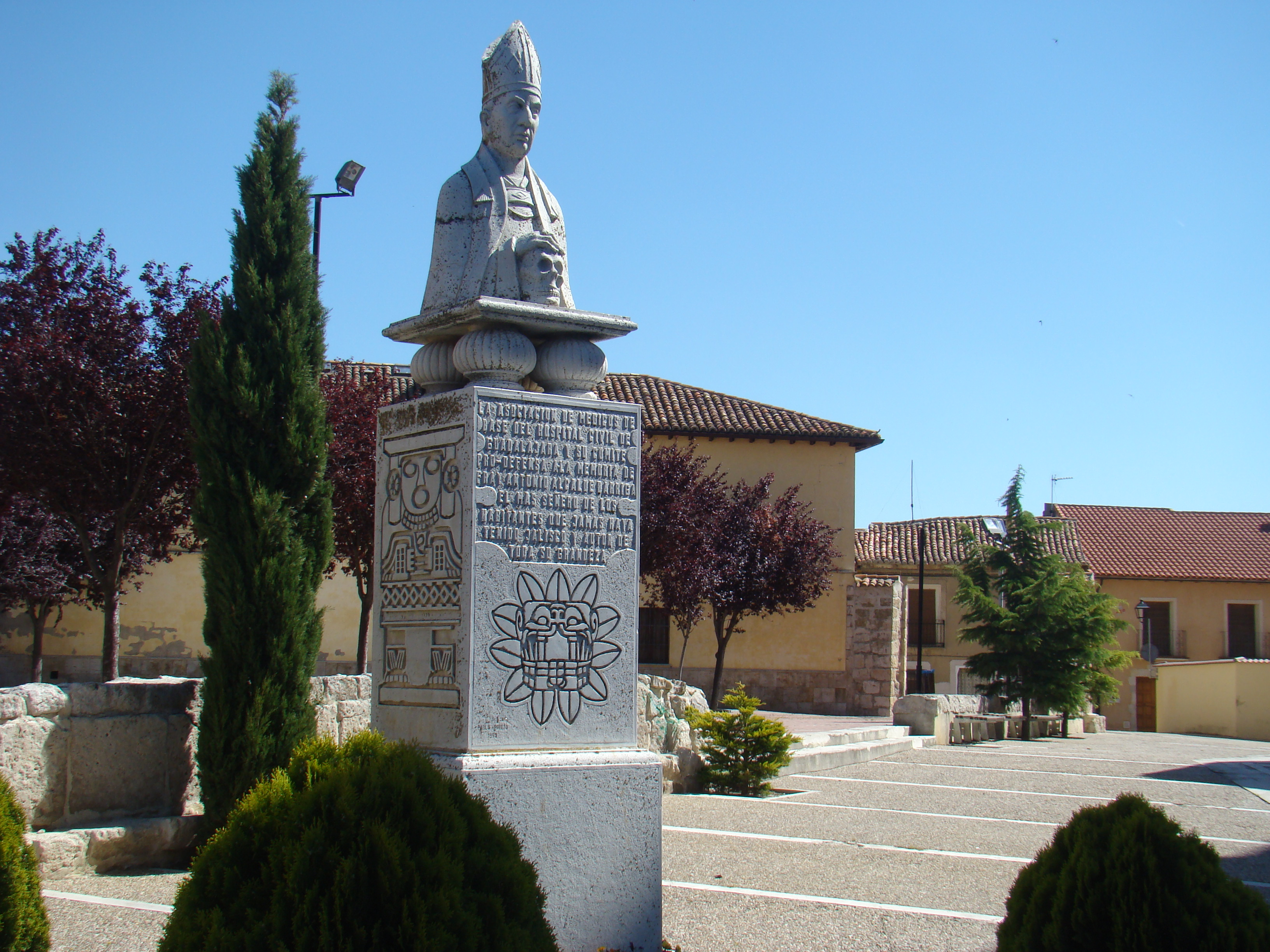
Buste d'Antonio Alcalde.

- Maison de Manuel Díez Quijada Alcalde (es).
- Hôpital San Juan Evangelista (es), aujourd'hui une maison de retraite.

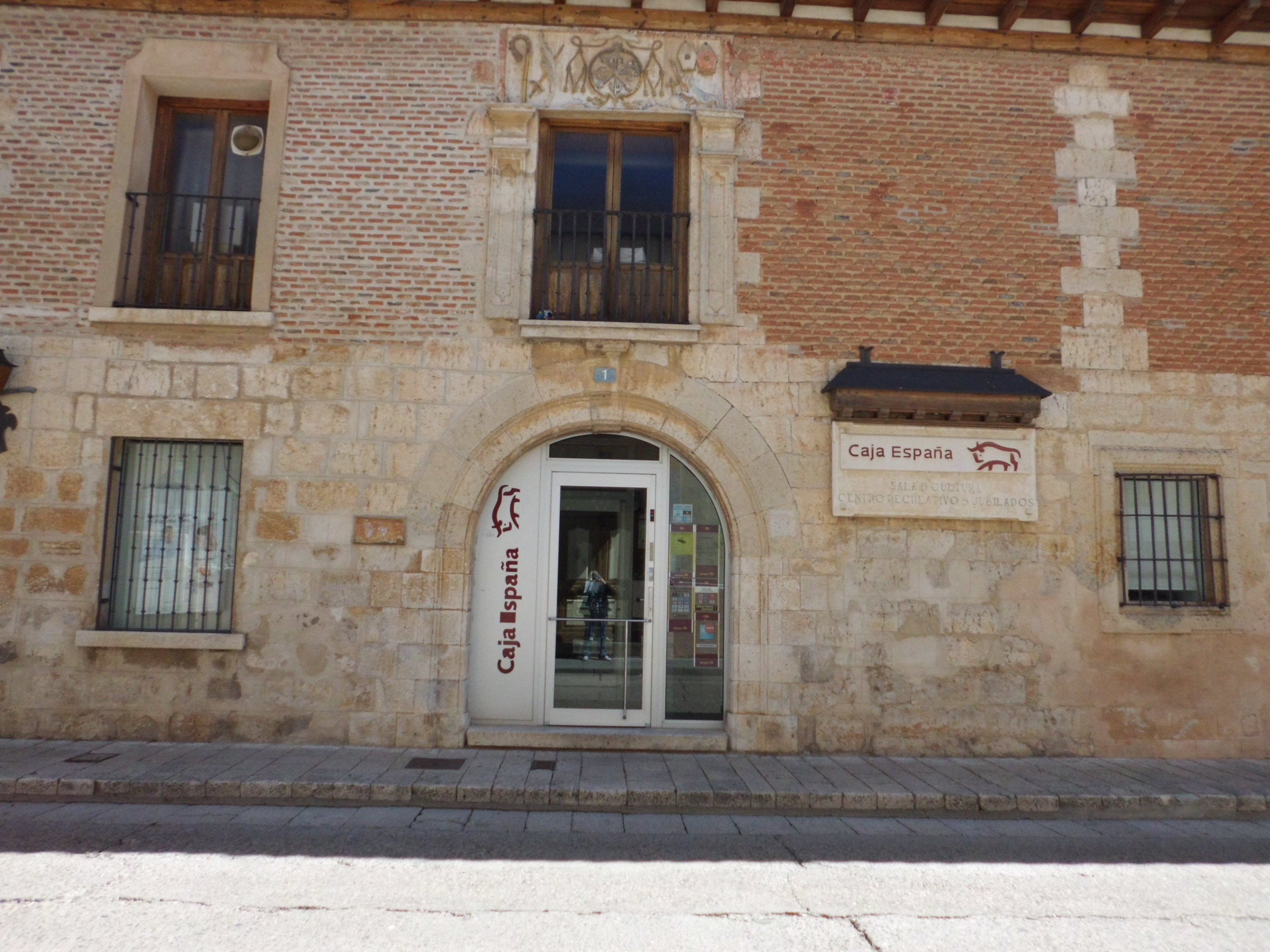
Maison de Manuel Díez Quijada Alcalde.
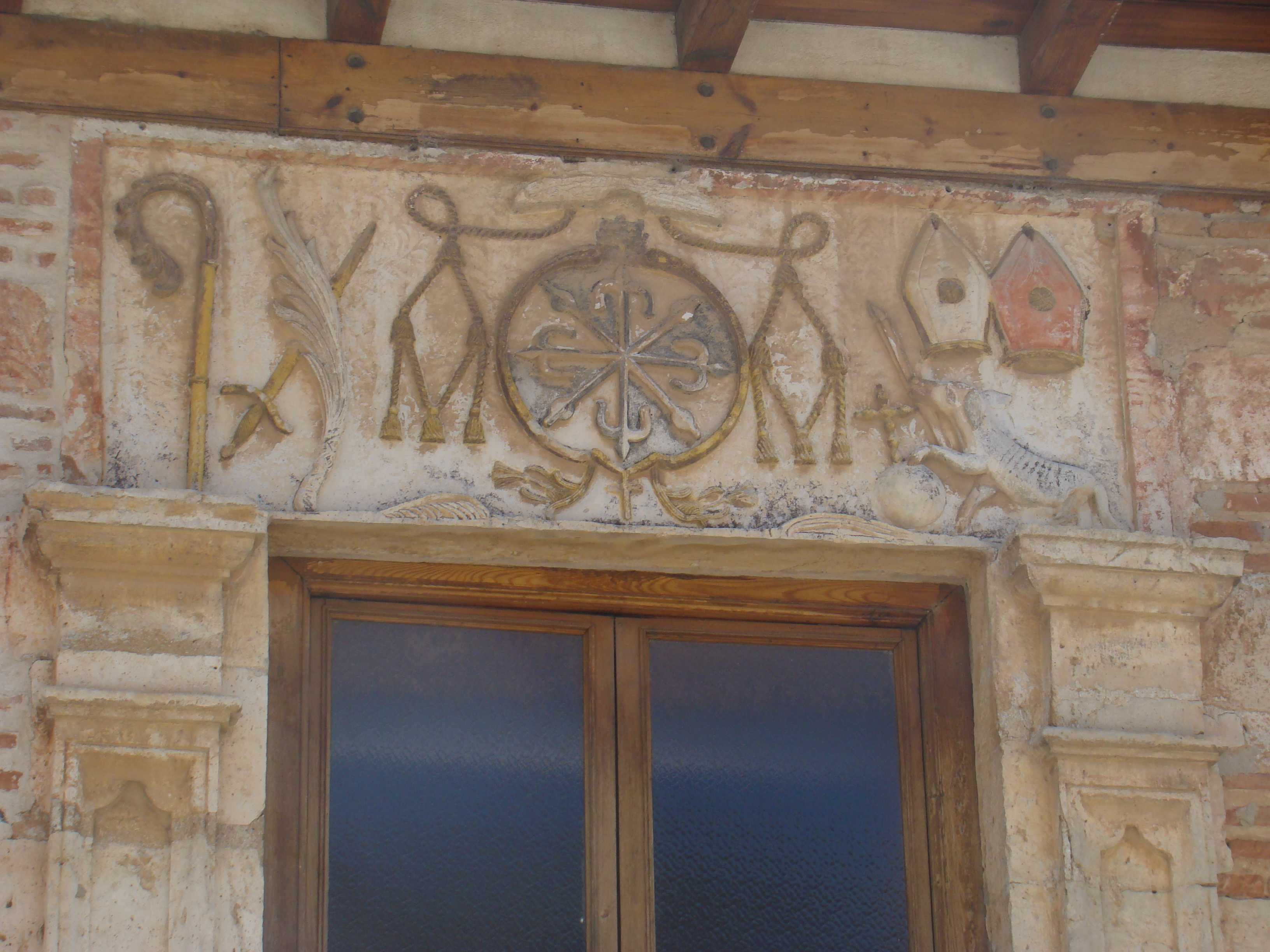
Emblème de l'archevêque.
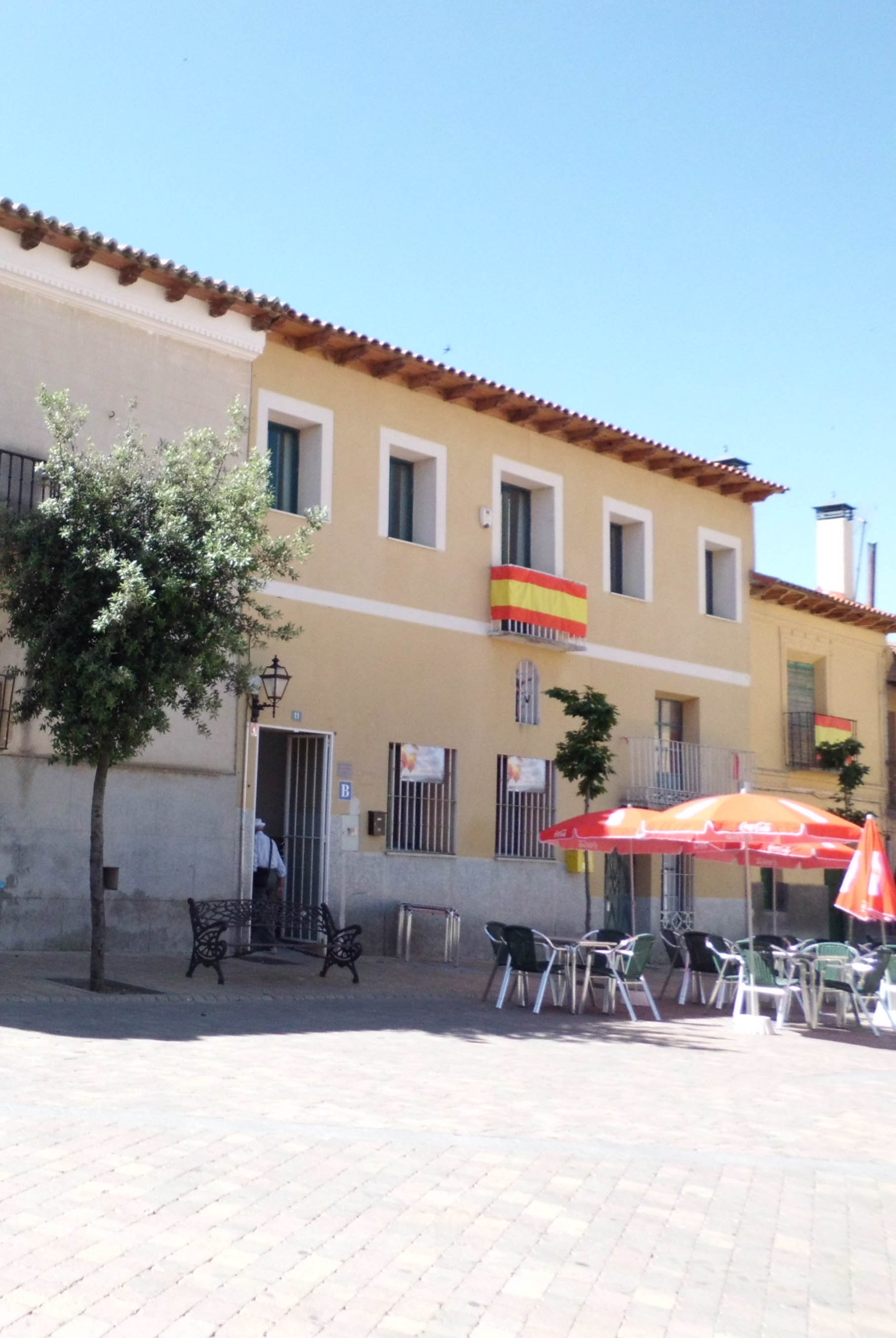
Ancien hôpital San Juan Evangelista.

- Maison de Francisco Calderón de La Barca (es).
- Vestiges du palais des comtes de Benavente (es) où est née Anne d'Autriche. Il reste la base de l'une des tours.
- Vestiges des murailles (es).

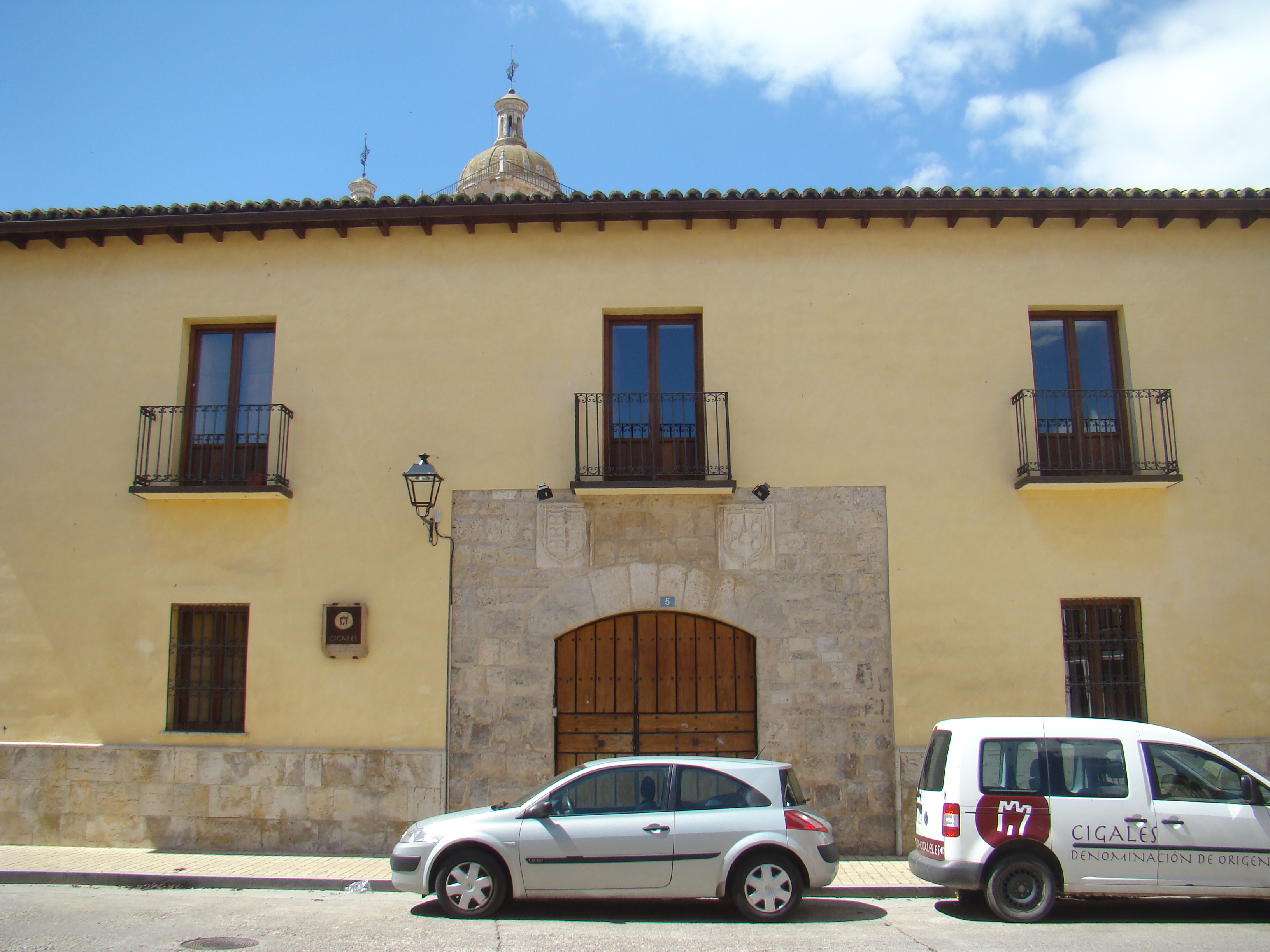
Maison de Francisco Calderón de La Barca.
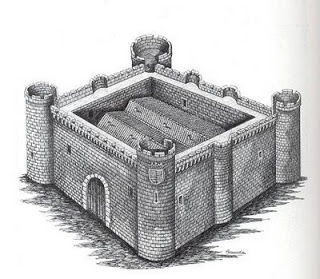
Dessin du palais.
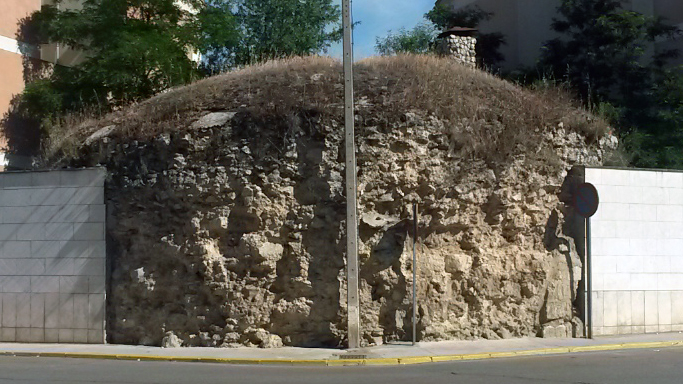
Vestige du palais.
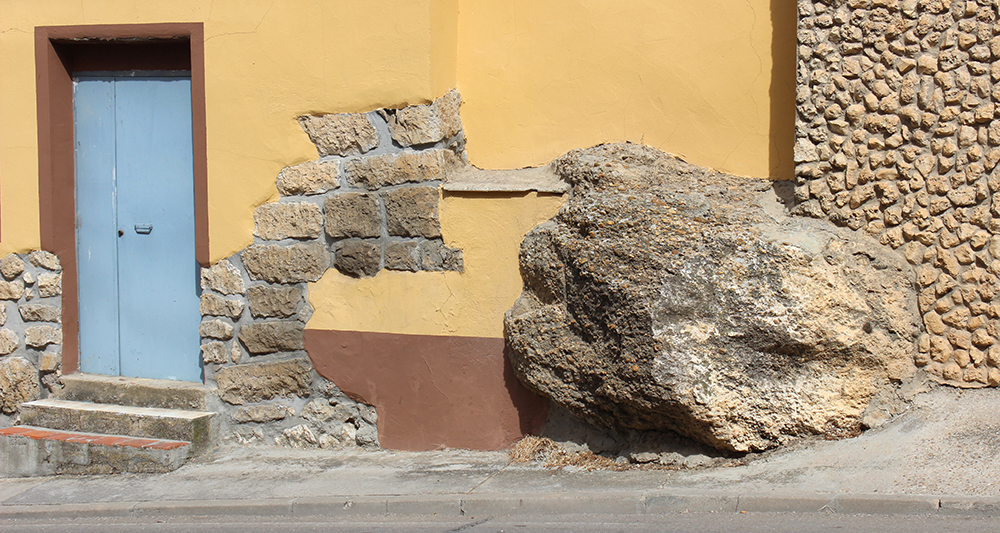
Restes de la muraille.

## Personnalités liées à la commune
Naissance :
- En 1549 Anne d'Autriche, reine consort d'Espagne et du Portugal, a été la quatrième femme de Philippe II.
- En 1701 Ferdinand d'Autriche fils de Maximilien II.

Décès :
- En 1558 Marie de Hongrie.

Ils vivaient à Cigales :
- Philippe II d'Espagne en 1544.
- Juan de Haro

## Jumelage
La ville est jumelée avec Guadalajara au Mexique.